# Тютор, Альберт
Альберт Гарроу Тютор (англ. Albert Garrow Tutor; имя при рожд. Альберт Г. Варджабедян, 3 сентября 1910, Конья, Османская империя — 23 июня 1999, США) —  американский предприниматель, основатель компании Tutor Perini (прежнее назв. AG Tutor Company) — одной из крупнейших строительных компаний в США. В рейтинге Engineering News-Record за 2023 год Tutor Perini был 4-м по величине подрядчиком госсектора США на транспортном рынке, 6-м по величине подрядчиком по тяжелым грузам и 23-м по величине подрядчиком в целом.
Tutor Perini Corporation занимается проектами, охватывающими широкий спектр рынков, включая государственный и военный сектор, сферу гостеприимства и азартных игр, образования, спорт, транспорт и здравоохранение.

## Биография

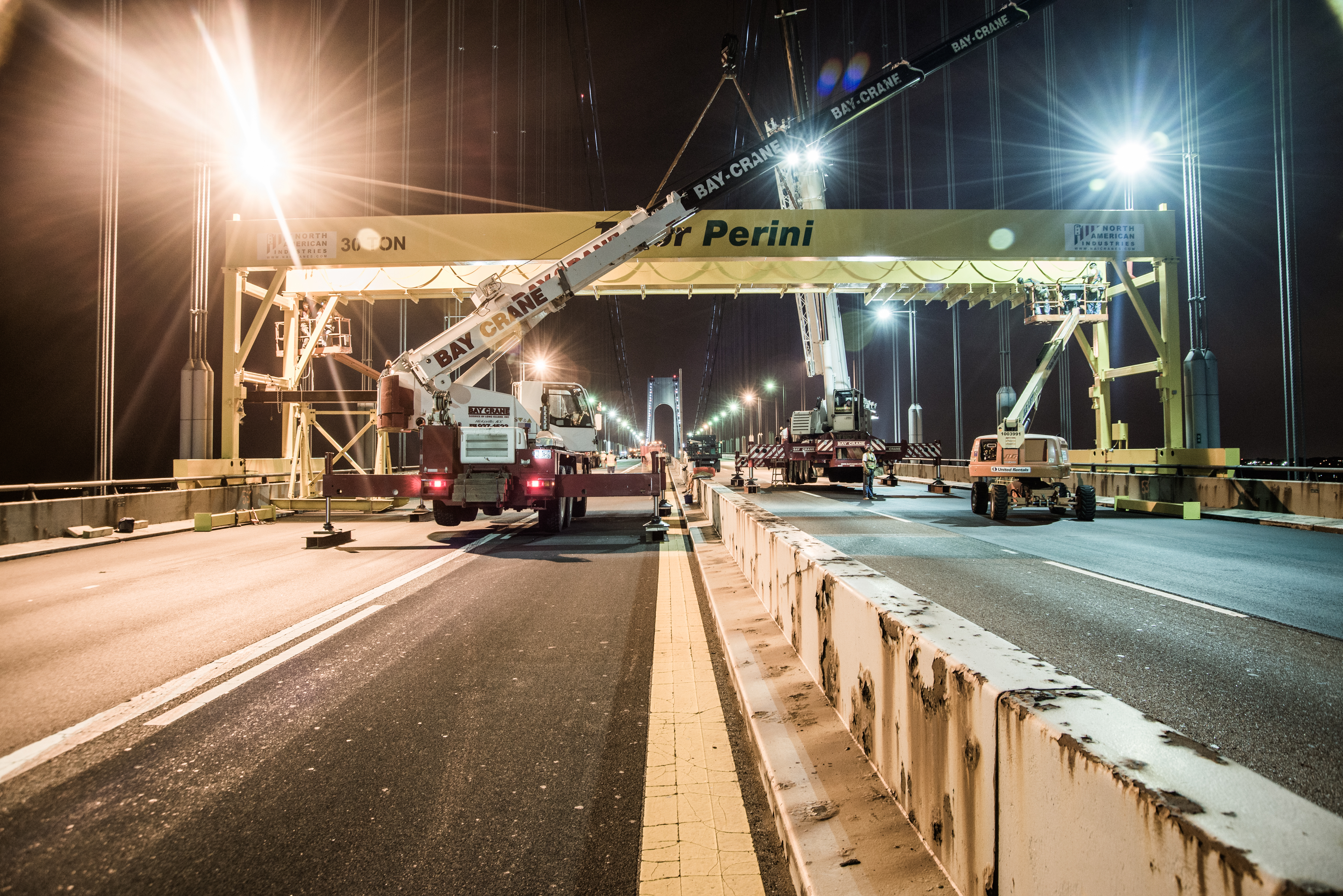
Компания Tutor Perini устанавливает мостовой кран на Бруклинском мосту

Родился 3 сентября 1910 года в городе Конья, Османской империи с именем Альберт Варджабедян.
Он прибыл в США через порт Нью-Йорка в 1922 году на борту SS Acropolis, перевозивший потоки греческих и армянских иммигрантов, спасавшихся от ухудшающихся социальных условий в Турции.
Варджабедян был сиротой, англицировал свою фамилию, потому что люди неправильно произносили или писали его армянскую фамилию, означающую «учитель». Поэтому Альбер выбрал английское слово Тютор, которое было достаточно близким по значению (от слова tutor — учитель).
В 1929 году Альберт Тютор окончил Политехническую среднюю школу Лос-Анджелеса, Калифорния.
В 1930 году проживал со своими двумя братьями в Монтебелло, Калифорния. В то время у него была резиденция стоимостью около 5000 долларов.
Впервые он подал заявление на натурализацию, чтобы стать гражданином США, 22 июля 1941 года и получил его 26 ноября 1943 года.

### Компания Tutor Perini

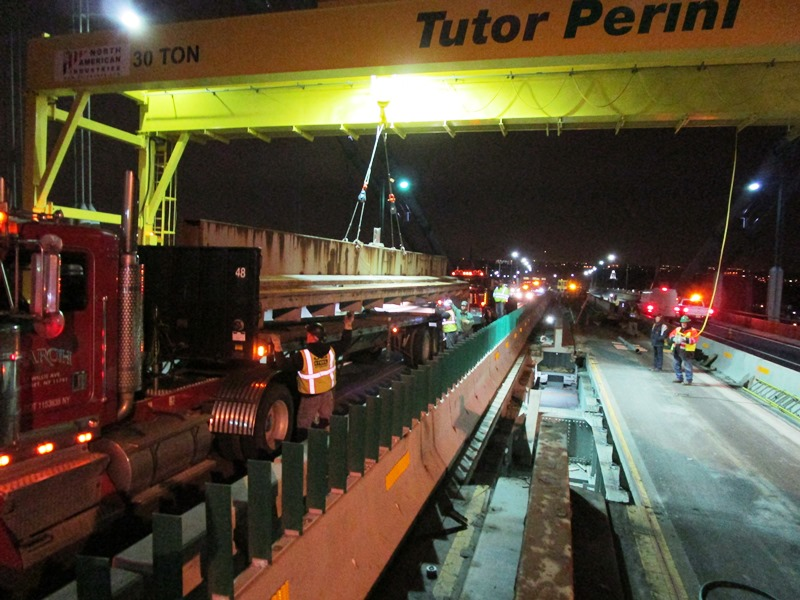
Компания Tutor Perini проводит строительные работы на одном из крупнейших в мире висячих мостов — Веррацано-Нарроус

В 1949 году Альберт Тютор основал семейный строительный бизнес AG Tutor Company Inc. Благодаря убедительному сочетанию инноваций и трудовой этики компания сразу же добилась успеха. Его сын Рональд Тютор присоединился к фирме своего отца в 1963 году.
AG Tutor Company продолжила свой рост в 1972 году благодаря партнерству с NM Saliba и в 1981 году, когда Рональд Тютор занял пост президента Tutor-Saliba Corporation. Компания продолжала свой рост, сосредоточившись исключительно на выполнении масштабных, сложных проектов.
С прицелом на стратегический рост Рональд Тютор нашёл потенциального партнера в лице Perini Corporation, основанной в 1894 году Бонфильо Перини, каменщиком по профессии, который, как оказалось, обладал выдающимся строительным чутьем — компания заслужила значительное признание за инфраструктурные работы за десятилетия своей деятельности.
Увидев возможность объединить две единомышленные компании в отрасли,  Рональд Тютор возглавил рекапитализацию Perini Corporation в 1997 году. В 2008 году две компании официально объединились в Tutor Perini Corporation. Сегодня компания включает более 20 дочерних подразделений, находящихся в полной собственности, которые располагаются в США и по всему миру.